# Hygroamblystegium noterophilum
Hygroamblystegium noterophilum là một loài rêu trong họ Amblystegiaceae. Loài này được Sull. & Lesq. ex Sull. Warnst. mô tả khoa học đầu tiên năm 1906.